# Vasúti geodézia
Kétfajta geodéziai tevékenységről beszélhetünk:
1. Vasútépítés geodéziája
2. Vasúti pályafenntartás geodéziája.

A kettő lényegesen eltér egymástól, bár végeredményben mindkettőnek ugyan az a végeredménye. A vasútépítés során egy teljesen új geometria kerül kialakításra, míg a vasúti pályafenntartás keretében a már üzembe helyezett vasúti pálya üzemszerű elhasználódása során elszenvedett geometriai torzulások terv szerinti visszaállítása történik.

## A vasútépítés geodéziája
Vasúti vágány kitűzése gépláncos vágányszabályozáshoz Trimble mérőállomás használatával.

### Előkészítő műveletek
Az ismertetett mérési módszer első lépése az irodában kezdődik. A mérőállomás memóriájába kell tölteni a vágány koordinátáit a magassági vonalvezetés és a vízszintes vonalvezetés ismeretében. Jelen esetben A p24 program használatához állítottam össze egy koordináta-jegyzék-leírást a mérés folyamatának megfelelően.  A koordináta-jegyzék képe lent látható. A jegyzék leírás pedig jobb oldalon.
| 250 | 203567.512 | 752795.001 | 88.440 | 1188+50 j lt |
| 251 | 203572.342 | 752793.708 | 88.440 | 1188+50 b lt |
| 252 | 203567.512 | 752795.001 | 88.443 | LT14         |
| 253 | 203670.925 | 753181.000 | 88.423 | LT24         |
| 254 | 203948.848 | 754219.854 | 88.363 | LT54         |
| 255 | 203752.234 | 753521.958 | 88.390 | LT35         |
| 256 | 203855.648 | 753908.359 | 88.430 | LT45         |
| 257 | 203747.642 | 753523.170 | 88.390 | LT36         |

	V. VG
| 47  | 14KVE  |
| 52  | R4 IE  |
| 54  | R4 IV  |
| 255 | LT35   |
| 256 | LT45   |
| 102 | R13 IE |
| 100 | R13 IV |
| 96  | 13 KE  |

A mérési eljárás során egy ütemben történik az irány és szint kitűzése is ezért a koordináta-jegyzék tartalmazza az irány és magassági koordinátákat is.
Ezen adatokat részben a kitűzési tervből részben pedig a kiviteli tervekből kell számolni majd megfelelő formátum után a mérőállomásba tárolni.
A fenti előkészítő munka után kezdődhet a mérés a vágányon.

### Tájékozás
A terepi munka a műszer tájékozásával kezdődik.
Jelen esetben egy Trimble 5600 mérőállomással történik a mérés, a mérési eljárás ismertetése erre a készülékre történik.
A tájékozáshoz az alapadatokat a mérnöki csoport a beruházás elején elkészíti, a kivitelezés során ezen alapadatokat alap koordináta jegyzéket használjuk fel a mérések során. 
A tájékozást a legpontosabban kell elvégezni a vágánymérés pontossága érdekében.

### A mérési eszközök ismertetése
Jelen mérési művelet egy nem mindennapos mérési eljárást ismertet, az eljárás során egy mérési ciklusban történik a vágány irány és szint eltérésének mérése a tervezett állapothoz képest. A mérési adatok valós időben a szabályozógép rendszerébe kerül közvetlenül ezzel kiiktatva a korábbi adatfelírást a vágányra. 
A mérőállomást robot üzemmódba kell helyezni és így rádió távvezérléssel kell irányítani a mérés során. 
Ebben a mérési eljárásban a mérőállomás energia ellátását a gépkocsi akkumulátoráról oldottuk meg a tartós hosszú idejű energia felvétel biztosítása érdekében.Robot üzem módban a tasztatúra áramellátását egy darab kis kapacitású akkumulátor a prizma áramellátását egy darab nagyteljesítményű akkumulátor felhasználásával oldottuk meg így tudtuk biztosítani a 10 órás folyamatos üzemeltetést. A mérési eljárás lényeges eszköze a prizma elhelyezése a szabályozó gépen. Jelen esetben a prizma mágnesesen rögzül a szabályozó géphez. A mérés lényege hogy a prizma a vágánytengelyben fusson meghatározott magasságban a sín korona fölött így biztosítva a mérés pontosságát. Ezt a műveletet a mérési eljárás megkezdése előtt pontosan el kell végezni és a mérés során ellenőrizni kell.

### A mérés folyamata
Amikor a mérési eszközök a helyükre kerültek megindulhat a vágányszabályozás. A mérőállomást TRK üzemmódba állítottam így folyamatos mérést végez de ezzel az eljárással 10 mm kerekítéssel írja a mérőállomás a mérési eredményt ez viszont teljesen megfelel az első szabályozás során.
A tasztatúrával együtt a szabályozó gép vezérlő kabinjába költözöm és a folyamatos mérés eredményét közlöm a gépkezelővel aki az eredményeket a szabályozó gépbe táplálja. Ezzel az eredményközléssel sokkal sűrűbben kap adatot a gép mint a korábbi 5m-es adatfelírás során. Persze ezzel a pontosságot is növeljük. Elérjük azt is hogy a vágány közvetlenül a tervezett helyére vagy ahhoz közel kerüljön attól függően hogy milyen mérvű az eltérés.A képen láthatjuk hogy mit is mér a mérőállomás. P24 a betöltött program száma, tőle balra láthatjuk hogy STD üzemmódban mér jelen pillanatban a készülék tőle jobbra pedig a mérés időpontját. A jobb felső sarokban a rádió kapcsolat létét és az akkumulátor töltöttségét láthatjuk. Radofs érték egy mérési távolságot ad a kezdőpont és mérési pont között m-ben. Az RT.ofs mérési érték az elméleti vágánytengely és a mérési pont keresztirányú távolsága pozitív érték ként ez a pont az elméleti vágánytengely jobb oldalén van tőle 0.045 m távolságra. Az eltolási érték így 45 mm balra. A dHT érték a tervezett sin korona és a jelenlegi sin korona közötti távolság vagy is az emelési érték.
Ezzel a módszerrel időjárástól függően 200–300 m távolság mérése történhet meg egy műszerállásból. A vágánygeometria ezt természetesen befolyásolhatja.
A mérési kivitelezést egy figuráns és egy geodéta végzi.

### Szabályozás kitűzése
A prizmát leszereltük a vágányszabályozóról és az automata vágányközepelőre szereltük. Árammal láttuk el és a mérőállomás automata irányzó berendezését használtuk ki a gyorsabb mérési folyamat érdekében. STD üzemmódban milliméter-pontosan tudtuk mérni a vágány jelenlegi helyzetét a tervezett vágánytengelytől. Az adatokat a sínre írtuk.